# Амбисонты

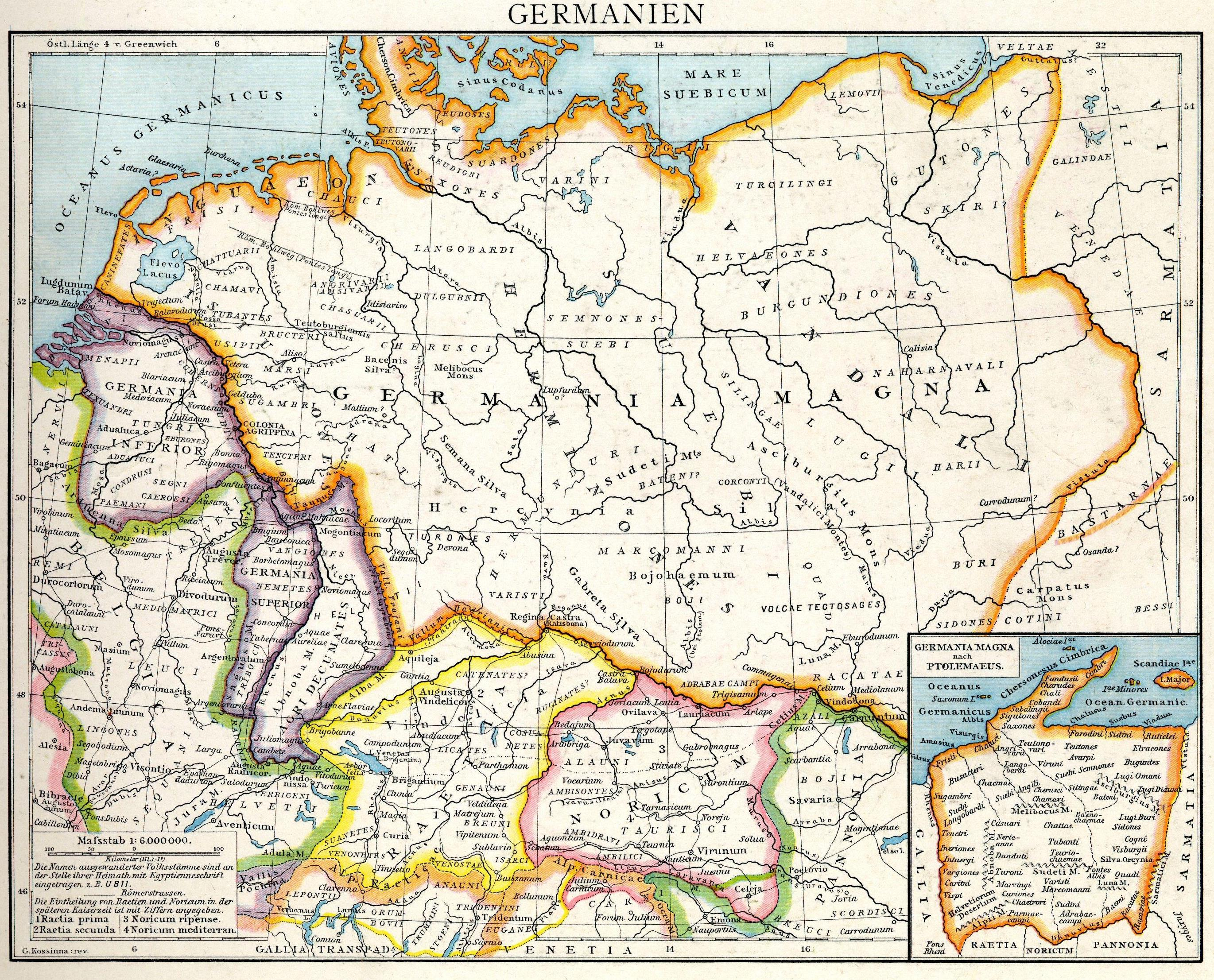
На карте Дройзена 1866 года амбисонты изображены на западе Норика (розовые границы внизу карты)

Амбисонты (лат. Ambisonti) — древнее население Альп, жившее на территории Норика по реке Исонта (она же — Иварус, а ныне — Зальцах). Главный их город, вероятно, располагался в районе сегодняшнего Зальцбурга.
Они были связаны с таврисками и имели общего правителя, который проживал в Норее (ныне — Магдаленсберг[уточнить]) в оппидуме.
Название Амбисонты упоминается в Трофее Августа (лат. Tropaeum Alpium), римском памятнике, установленном в 7 — 6 г. до н. э. в честь покорения населения Альп. Памятник расположен во французском городке Ля-Тюрби:
GENTES ALPINAE DEVICTAE [...] · VINDELICORUM GENTES QUATTUOR · COSUANETES · RUCINATES · LICATES · CATENATES · AMBISONTES [...]. 
НАРОДЫ АЛЬП ПОКОРЕНЫ: [...] · ВИНДЕЛИКОВ ЧЕТЫРЕ ПЛЕМЕНИ · COSUANETES · RUCINATES · LICATES · CATENATES · AMBISONTES [...].